# Besleria subcarnosa
Besleria subcarnosa är en tvåhjärtbladig växtart som beskrevs av Karl Fritsch. Besleria subcarnosa ingår i släktet Besleria och familjen Gesneriaceae. Inga underarter finns listade i Catalogue of Life.